# Council of State (Ghana)
Council of State (deutsch Staatsrat) ist die Bezeichnung für ein Verfassungsorgan im westafrikanischen Staat Ghana. Die Verfassung Ghanas von 1992 regelt in Kapitel 9 die Belange des Staatsrates in Ghana aktuell. Bereits die Verfassung von 1969 führte das Verfassungsorgan des Staatsrates erstmals ein. Ebenso die Verfassung des Jahres 1979 verfügte über das Organ des Staatsrates zur Unterstützung des Präsidenten. Geschichtlich ist der Staatsrat zu vergleichen mit einem traditionellen Beratungsorgan wie dem Ältestenrat.

## Aufgaben
Der Staatsrat Ghanas hat die Aufgabe, den Präsidenten Ghanas zu beraten und bei seiner Entscheidungsfindung zu unterstützen. Auch die Minister oder das Parlament können vom Staatsrat beraten werden. Es besteht keine Bindungswirkung des Vorschlags des Staatsrates für die weiteren Verfassungsorgane. In der Regel wird der Staatsrat nach seiner Meinung zu einem Gesetz oder einer politischen Frage durch den Präsidenten befragt. Der Staatsrat kann, ohne direkt angerufen worden zu sein, seine Einschätzung zu einer Frage abgeben.
Der Staatsrat der Vierten Republik Ghanas besteht aus 25 Mitgliedern, von denen elf durch den Präsidenten ernannt werden, zehn werden als gewählte Vertreter von den jeweiligen Regionen entsandt und vier repräsentieren ehemalige Leiter bestimmter Institutionen. Bei Letzteren handelt es sich um einen ehemaligen Obersten Richter (Chief Justice), einen ehemaligen Stabschef des Verteidigungsstabes, einen früheren Inspektor der Polizei und einen früheren Präsidenten des Nationalrates der Häuptlinge.
Der Staatsrat hat eine beratende Funktion und besteht aus vier Kommissionen: dem Komitee für Ernennungen und Petitionen, dem Komitee für Finanzen und soziale Wohlfahrt, dem Komitee für Entwicklung, Wissenschaft und Technologie und dem Komitee für rechtliche und öffentliche Angelegenheiten.

## Staatsrat im Jahr 2009
Mitglieder des Staatsrates im Jahre 2009 waren: 

a) Ernennungen des Präsidenten
1. Victoria Addy
2. Cecilia Johnson
3. Akilakpa Sawyerr
4. Kofi Awoonor
5. Daasebre Kwubu VIII.
6. Alhaji Asoma Banda
7. Hajara Musa Ali
8. Alhaji Mahama Iddrisu
9. Otumfoe Badu Bonsu XV.
10. Rev. Nii Amo Darko
11. Nana Akuoko Sarpong, (Omanhene of Agogo Traditional Area)

b) Gewählte Regionalrepräsentanten:
1. Ashanti Region: Nana Asiama Poku Afrifa
2. Brong Ahafo Region: J.H. Owusu-Acheampong
3. Central Region: Ato Essuman
4. Eastern Region: Osabirama Owusu Gyamadu III.
5. Greater Accra Region: (noch nicht gewählt)
6. Northern Region (Ghana): Pkan-Naa Mohammed Baba Bawah
7. Upper East Region: Very Reverend Jacob Ayeebo
8. Upper West Region: Naa Seidu Braimah
9. Western Region: George Kofi Dadzie
10. Volta Region: Bernard Kwasi Glover

c) ex-officio Mitglieder:
1. früherer Chef des Verteidigungsstabes: (Lt.Gen.Rtd.) Arnold Quainoo
2. früherer Generalinspektor der Polizei: Peter Nanfuri
3. früherer Präsident des Nationalrates der Häuptlinge: John Nabilla
4. früherer Oberster Richter: unbesetzt

## Staatsrat im Januar 2007
Mitglieder des Staatsrates im Januar 2007 waren: 

a) Ernennungen des Präsidenten
1. Daniel Adzei Bekoe (Vorsitzender)
2. Thomas Tia Sulemana
3. Alhassan Bin Salih
4. Clement K. Tedam
5. A.K. Deku
6. Amma Bame Busia
7. Gifty Affenyi-Dadzie
8. Kwesi Armah
9. Nana Otuo-Siriboe II.
10. Cecilia Bannerman
11. Emmanuel Asante-Antwi

b) Gewählte Regionalrepräsentanten
1. Ashanti Region: Benjamin Asonaba Dapaah
2. Brong Ahafo Region: Michael Kojo Adusah
3. Central Region: Ato Essuman
4. Eastern Region: R.G. Ofori-Atta Asante
5. Greater Accra Region: John Sackah Addo
6. Northern Region: Naa John S. Nabila
7. Upper East Region: Francis Asianab Afoko
8. Upper West Region: Kuoro Kuri-Buktie Limann IV.
9. Volta Region: Togbega Kpangbatriku III.
10. Western Region: Paul Kwabana Damoah

c) ex-officio Mitglieder
1. Früherer Chef des Verteidigungsstabes: (Gen.Maj.Rtd.) Edwin K. Sam
2. Früherer Generalinspektor der Polizei: Kwaku Kyei
3. Früherer Präsident des Nationalrates der Häuptlinge: Odeneho Gyapong II.
4. Früheren Oberster Richters (Chief Justice): unbesetzt

## Staatsrat im Jahr 2004
Im Jahr 2004 war der Staatsrat wie folgt besetzt: 

a) Ernennungen des Präsidenten
1. Gifty Affenyi-Dadzie (Journalistin und Mitglied der Medien-Kommission)
2. Kwasi Armah (Rechtsanwalt, ehemaliger Hochkommissar Ghanas in Großbritannien)
3. Most Reverent Samuel Asante-Antwi (Bischof der Methodist Church of Ghana)
4. Cecilia Bannerman (ehemalige Ministerin)
5. Adzei Bekoe (Wissenschaftler und ehemaliger Vizekanzler der Universität von Ghana)
6. Alhaji Alhassan Bin Salih
7. Ama Bame Busia (Dozent an der Universität von Ghana)
8. A.K. Deku (früherer Polizeikommissar)
9. Nana Otuo Siribour II. (Häuptling und ehemaliger Dozent an der Kwame Nkrumah University of Science and Technology)
10. Naa Thomas Tia Sulemana (Zosali-Na (Häuptlingstitel))
11. Clement K. Tedam (ehemaliger Minister)

b) Gewählte Regionalrepräsentanten
1. Ashanti Region: Benjamin Asonaba Dapaah
2. Brong Ahafo Region: Michael Kwadwo Adusah
3. Central Region: Ato Essuman
4. Eastern Region: Fredrick Guggisberg Yaw Ofori-Atta
5. Greater Accra Region: John Sackah Addo
6. Northern Region: Naa Sebiyam Nabila
7. Upper East Region: Francis Asianab Afoko
8. Upper West Region: Kuoro Kuri-Buktie Limann IV.
9. Volta Region: Togbe Kpangbatriku III.
10. Western Region: Paul Kwabena Damoah

c) ex-officio Mitglieder:
1. Früherer Chef des Verteidigungsstabes: (Gen.Maj.Rtd.) Edwin K. Sam
2. Früherer Generalinspektor der Polizei: Kwaku Kyei
3. Früherer Präsident des Nationalrates der Häuptlinge: Odeneho Gyapong Ababio
4. Früheren Oberster Richters (Chief Justice): unbesetzt

## Staatsrat im Jahr 2000
Im Jahr 2000 war der Staatsrat wie folgt besetzt:
1. Alex Kwapong
2. Alhaji Alhassan Bin Salih
3. Clement Tedam
4. A. K. Deku
5. Ama Busia
6. Adisa Munkaila
7. Kwesi Armah
8. Adzei Bekoe
9. Francis Afoko
10. Nana Ogyeabuor Akompi Finam II.
11. Michael Adusah
12. Naa Abayifa Karbo II.
13. Kofi Amanor Ansah
14. Nana Prah Agyensaim
15. Fred Ofori-Atta Asante
16. Benjamin Dapaah
17. Edwin Sam, Generalmajor
18. Kwaku Kyei
19. Albert Adu Boahen
20. Emma Mitchell
21. Nana Otuo Siriboe Odeneho Gyapong Ababio II., Vorsitzender des Nationalen Rates der Häuptlinge